# Adam Örn Arnarson
Adam Örn Arnarson (født 27. august 1995) er en islandsk fodboldspiller, der spiller for Aalesunds FK.

## Karriere
Örn Arnarson startede sin karriere i den lokale klub Breiðablik før han skiftede til NEC Nijmegen i Æresdivisionen i januar 2013.

### FC Nordsjælland
I august 2014 skiftede Adam Örn Arnarson til Alka Superliga-klubben FC Nordsjælland, ledet af Ólafur Kristjánsson. Han fik sin Superliga-debut for FC Nordsjælland i 1-0-nederlaget til OB i november 2014.

### Aalesunds FK
Den 25. januar 2016 blev det offentliggjort, at Adam Örn Arnarson skiftede til Aalesunds FK på en kontrakt, der løber frem til 2018.